# Tramvia de vapor entre Barcelona i Sant Andreu del Palomar
El tramvia de vapor de Barcelona a Sant Andreu del Palomar es va inaugurar a finals de l'any 1877. Va substituir la línia de tramvies amb tracció animal que unia els dos municipis i que sortint de la Plaça de Catalunya a Barcelona, passava pel Clot.
Anteriorment, des de 1872, un tramvia de tracció animal, ja unia Barcelona amb el municipi de Gràcia, que també era independent del de Barcelona.

## Història

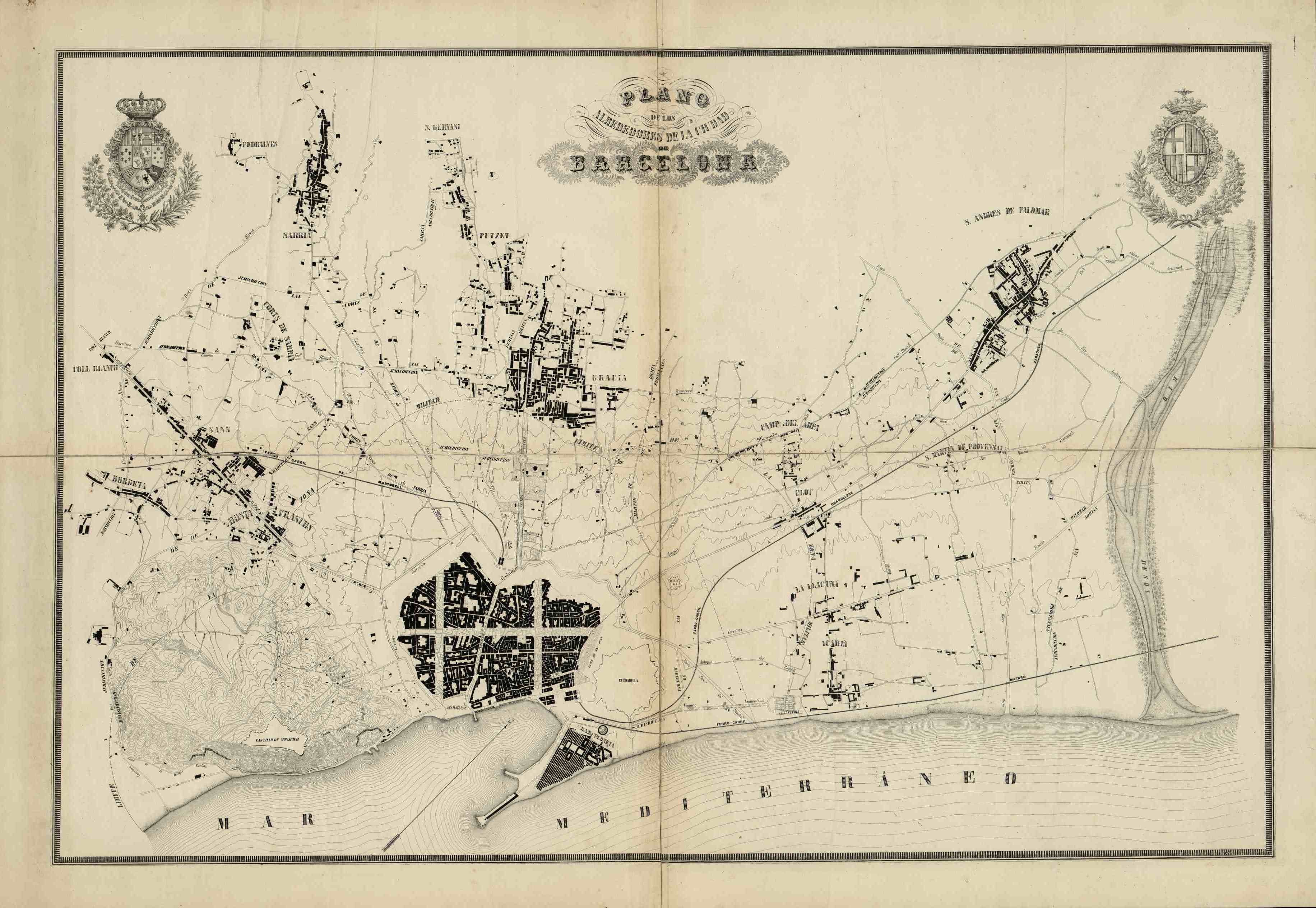
Pla Topogràfic de Ildefons Cerdà, any 1855

El rec Comtal que agafava aigua del riu Besòs i la duia a Barcelona passant per Sant Andreu i el Clot, va fer créixer els conreus en aquesta zona que a finals del segle xvii incrementà la seva població. Posteriorment, l'agricultura va anar deixant pas a les indústries a les que el rec donava a Sant Andreu del Palomar la força motriu pels molins i, quan varen arribar les màquines de vapor, la invenció de les quals data de 1765, proporcionava l'aigua per les fàbriques majoritàriament tèxtils fent créixer progressivament la població d'aquest municipi. Un exemple és la de Ferran Puig que el 1843 es va instal·lar a Sant Andreu i que amb el temps va ser la important companyia Filatures Fabra i Coats.
Les fàbriques tèxtils que havia al barri del Raval de Barcelona, on també s'aprofitava el rec Comtal, no podien créixer a causa de l'existència de les muralles que encerclaven la ciutat. Amb l'enderrocament d'aquestes muralles, aprovat pel govern de l'Estat l'any 1854, els industrials tèxtils de Barcelona varen poder ampliar les instal·lacions a Sant Andreu. No va ser fins a l'any 1897 que Sant Andreu del Palomar va ser annexionat. (L'any 1855 es va fundar l'empresa Maquinista Terrestre y Marítima i es va establir a Sant Andreu.)
El ferrocarril interurbà arribà a Sant Andreu l'any 1854 (Línia Barcelona Granollers) i la necessitat de comunicació entre el centre de Barcelona, la seva zona industrial i portuària de Barcelona, el Clot i el municipi de Sant Andreu va fer que l'industrial Aleix Soujol, d'origen francès que era empresari del sector metal·lúrgic, demanés la llicència l'any 1872 per construir una línia de tramvies de Barcelona a Sant Andreu del Palomar, a més d'una de Barcelona a Sants amb cotxes de tracció animal. Com que ambdós eren municipis independents del de Barcelona, aquestes llicències la concedia el Govern Civil de la província, la qual cosa va fer l'any 1874.
L'any 1883 es va posar en funcionament una línia que enllaçava la Sagrera amb Horta, que en aquells temps era municipi independent. Aquesta línia, amb una sola via, va tenir diversos problemes i es va clausurar a finals de segle.

## Els vehicles

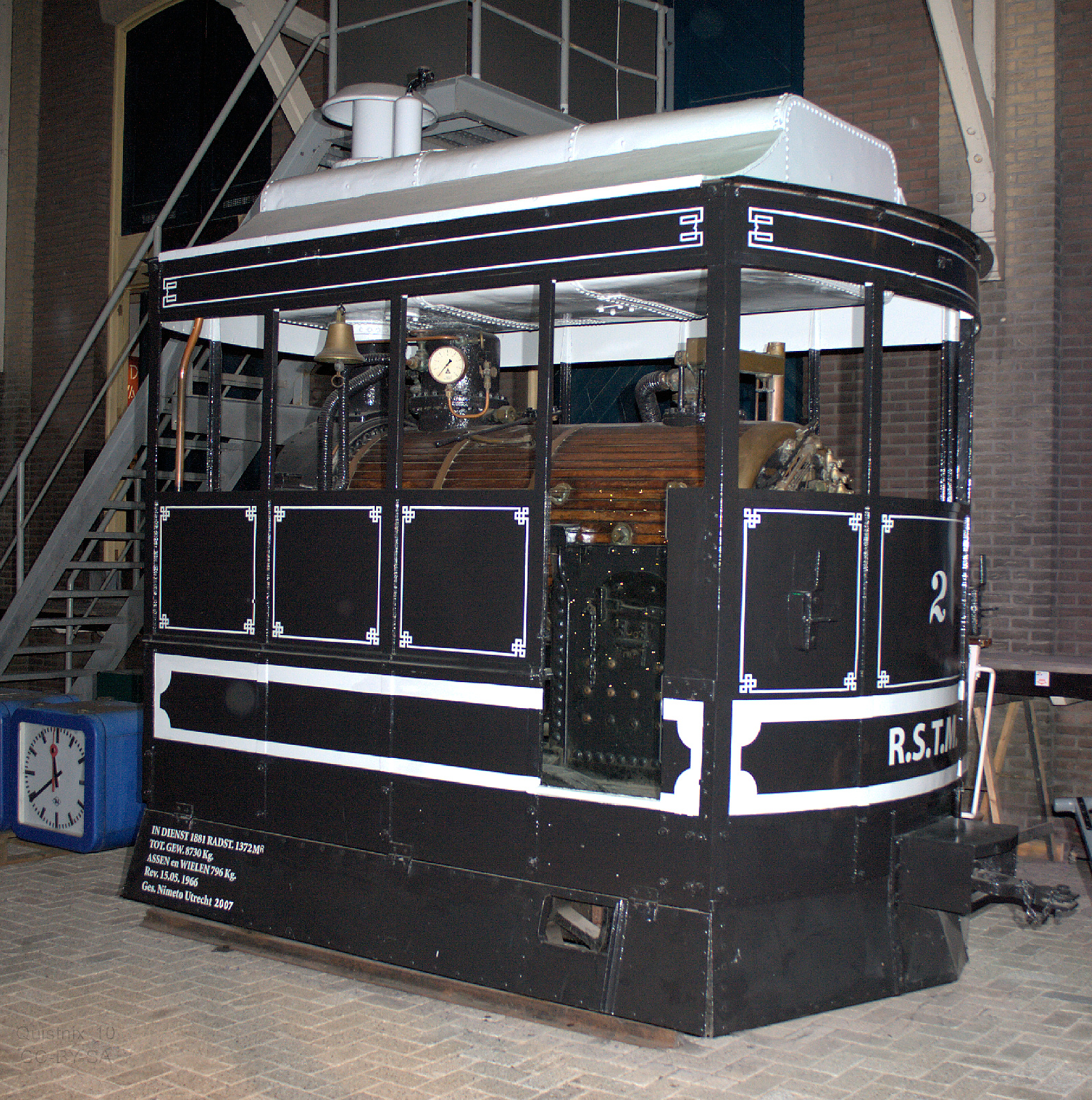
Locomotora Merryweather al Museu dels Ferrocarrils a Holanda, del model usat en aquesta línia

El primer tramvia del món arrossegat per cavalls sobre carrils per zones urbanes va ser a la Quarta Avinguda de Nova York el 1832
A Catalunya, anteriorment al segle xix, els vehicles usats en el transport urbà i interurbà de passatgers que usaven cavalls o mules eren principalment i de major capacitat a menor: l'òmnibus, la galera, la tartana, la diligència i els cabriolet. A la Fonda l'Orient, situada a les Rambles de Barcelona, hi havia una terminal de diligències que eren usats en llargs desplaçaments.
Antoine Ripert, marsellès que fabricava a França carrosseries per a vehicles, va inventar un vehicle que es va conèixer com a Car Ripert i que era arrossegat per dos cavalls. Aquestos vehicles varen ser usats en diverses ciutats d'Europa i a Barcelona va tenir una gran presència en el transport urbà de passatgers. Les quatre rodes amb llanta metàl·lica circulant per camis de ferradura donaven uns trajectes força incòmodes als passatgers excepte quan la companyia de tramvies va posar carrils als carrers i els carros Ripert ho aprofitaven sense dret, causant plets i baralles.
L'any 1882 hi havia a Grenoble 5 línies amb cotxes Ripert i el 1894 ja s'indica l'aparició d'una línia a vapor.
Des de 1895 es comencen a fer concessions per línies elèctriques. El 1905 desapareixen les darreres de vapor, substituïdes per les elèctriques.
Les primeres locomotores de vapor varen circular fins a Sant Andreu del Palomar a partir de l'any 1877 en què, malgrat la disconformitat municipal barcelonesa sobre l'ús de locomotores de vapor (popularment "tren de foc") en entorns urbans, es va aconseguir la llicència governativa corresponent. Aquestes locomotores varen aconseguir un millor servei en quantitat i qualitat amb la vista posada en l'Exposició Universal de Barcelona de l'any 1888.
Els tramvies amb locomotora de vapor de la línia de Barcelona a Sant Andreu varen ser explotats amb èxit pel servei cobrint les necessitats de transport que hi havia a fins al 1902 en que varen començar els treballs per l'electrificació de la línia.
Les locomotores que es varen importar del Regne Unit eren fabricades per Merryweather & Sons (Greenwich). Posteriorment La Maquinista Terrestre y Marítima en va fabricar algunes, que varen ser utilitzades en aquesta línia.
A la capital de França ja havia locomotores de vapor comprades al Regne Unit l'any 1876, però varen ser usades durant poc temps.

## Els carrils

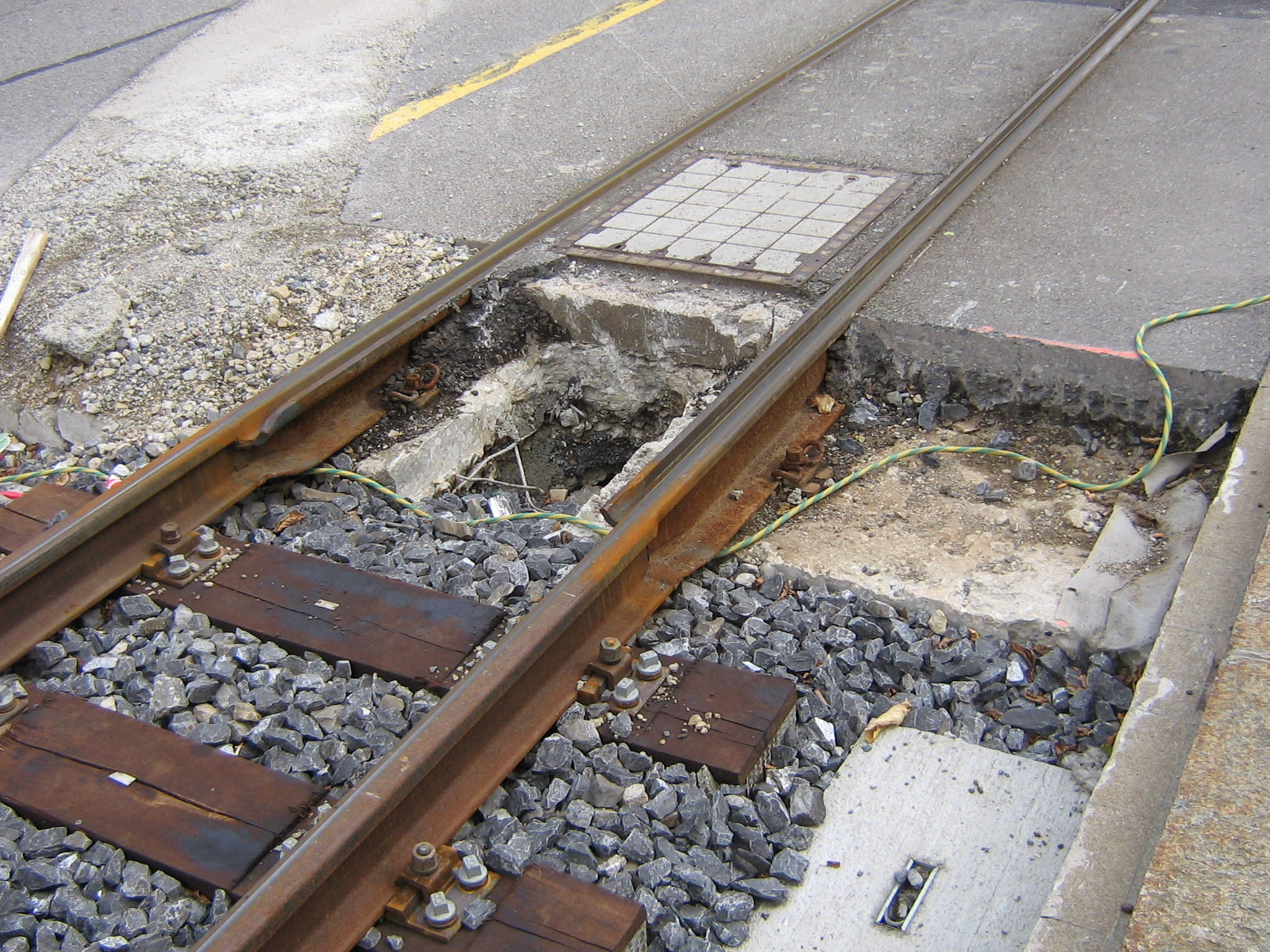
Diferència entre carrils a gorja i carril vignole

La instal·lació de carrils pel canvi als tramvies de tracció a vapor va fer necessari l'ús dels carrils amb gorja en comptes dels habituals de tipus "Vignole" usats a les línies ferroviàries per trens. Els carrils amb gorja es posaren a nivell de les llambordes amb les que es pavimentaven els carrers a Barcelona. El recorregut entre Barcelona i Sant Andreu per la carretera de terra feia que amb la velocitat els tramvies aixequessin grans quantitats de pols, amb les queixes dels ciutadans afectats que es poden llegir a les pàgines dels diaris de l'època.

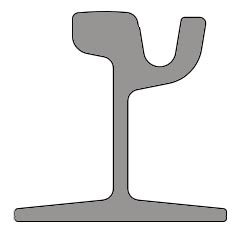
Secció del carril amb gorja soterrat per l'ús en línies de tramvies

Conflicte per usar els carrils de la Companyia de Tramvies de Barcelona a Gràcia per part dels Ripert.